# Wspólnota administracyjna Ehrenkirchen
Wspólnota administracyjna Ehrenkirchen – wspólnota administracyjna (niem. Vereinbarte Verwaltungsgemeinschaft) w Niemczech, w kraju związkowym Badenia-Wirtembergia, w rejencji Fryburg, w regionie Südlicher Oberrhein, w powiecie Breisgau-Hochschwarzwald. Siedziba wspólnoty znajduje się w miejscowości Ehrenkirchen, przewodniczącym jej jest Thomas Breig.
Wspólnota administracyjna zrzesza dwie gminy wiejskie:
- Bollschweil, 2 281 mieszkańców, 16,42 km²
- Ehrenkirchen, 7 217 mieszkańców, 37,80 km²